# Geus (vlag)

De "Dubbele Geus" van de Koninklijke Marine

De "Geus" van de Belgische Marine

De Brielse Geus

Een geus is een (meestal rechthoekige) vlag die door een schip gevoerd wordt bij wijze van groet. Hoewel in principe alle schepen een geus mogen voeren, is hij vooral in gebruik bij marineschepen, ronde- en platbodemjachten en motorjachten. Een geus is kleiner dan een marinevlag en wordt gevoerd op een steven, botteloef, boegspriet of kluiverboom.

## Nederland
In Nederland voert de Koninklijke Marine krachtens koninklijk besluit 315 van 20 juli 1931 een zogeheten Dubbele- of Prinsengeus met twaalf segmenten in de kleuren van de nationale vlag (zoals hier rechts afgebeeld). Pleziervaartuigen voeren een vereenvoudigde, zogeheten "enkele geus" of "geusje" in de kleuren rood, wit en blauw, die in acht segmenten zijn aangebracht. Bij traditionele roeiverenigingen is het gebruikelijk dat de oudste roeiboot van de "vloot" een geus in de kleuren van de vereniging voert.
De vlag die tijdens de Tachtigjarige Oorlog aan de boegspriet van de Nederlandse oorlogsschepen hing werd de geus (ook wel Prinsengeus) genoemd. De Prinsengeus zou voor het eerst gezien zijn bij de inname van Den Briel in 1572. De overlevering dat de geus geïnspireerd zou zijn door de bedelaarsdracht wordt in de literatuur niet bevestigd.
Rond 1590 bestond de geus uit een horizontale driekleur in de kleurencombinatie oranje-wit-blauw, die later de nationale vlag van Nederland zou gaan worden. In de loop der jaren werd het oranje-wit-blauw vervangen door het huidige rood-wit-blauw. In Den Briel is tegenwoordig op 1 april ook wel een gesegmenteerde oranje-wit-blauwe geus als vlag in gebruik.
De geus van een marineschip van de Koninklijke Marine wordt gevoerd:
1. als het schip op zon- en feestdagen voor anker of aan de kade ligt
2. als er een buitenlands marineschip in de haven ligt
3. als een Nederlands marineschip in een buitenlandse haven ligt.

De geus wordt dus niet gevoerd als het schip onderweg is.

## Trivia
- De gewoonte om met vlaggen te groeten is nog wel degelijk aan de orde in de moderne koopvaardij. Doorgaans hangt de rederijvlag aan bakboord en de vlag van de nationaliteit van het schip achterin. De vlag van het land waar het schip ligt hangt aan stuurboord ten teken van groet.
- Het vlaggen behoort voor een groot deel tot de geschiedenis, maar niet helemaal. Bijvoorbeeld het seinvlaggen is soms nog steeds verplicht. Een sprekend voorbeeld is de quarantainevlag Q als een schip in een vreemde haven verklaart gezond te zijn en verzoekt tot vrijwaring van quarantainereglementen.

## Voorbeelden
Hieronder een incompleet overzicht van geuzen zoals zij wereldwijd gevoerd worden. Zie voor een compleet overzicht de Lijst van marinevlaggen van de wereld.

Het "Geusje", de geus voor burgervaart in Nederland
Geus van de Amerikaanse marine
Geus van Rusland
Geus van Finland
Geus van Brazilië